# كورتشيانو
كورتشيانو؛ هي كومونا ( بلدية ) تقع في منطقة فيتربو، لاتسيو، في وسط إيطاليا. وقد كانت كورتشيانو قديمًا مستوطنة من قبل الفليسكان، وبعد عصر النهضة كانت تعد البلدية منطقة نفوذ لعائلة فارنيز.
تمتاز كورتشيانو بمنتجاتها المحلية وهي البندق والنبيذ. وبشكل سنوي تقوم البلدية بإعادة تشريع ميلاد يسوع المسيح في موسم المجيء.
ولدى كورتشيانو حديقة ليست بعيدة عن وسط البلدية تبقى هذه الحديقة مفتوحة لوقت متأخر جدًا، وتحتوي البلدية على العديد من المطاعم.